# Gerhard Scheler

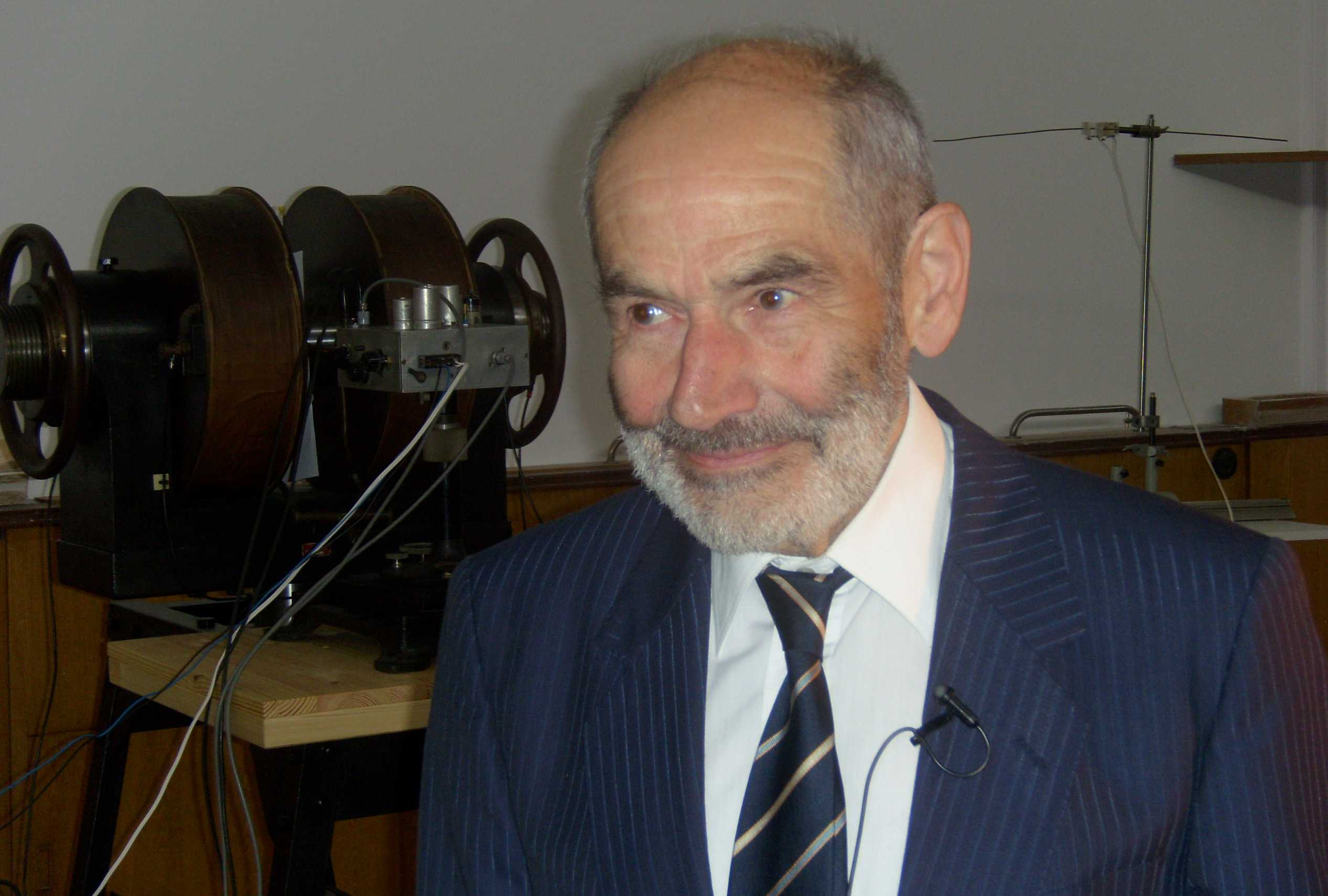
Gerhard Scheler bei seinem Ehrenkolloquium am 30. April 2010

Gerhard Scheler (* 27. Februar 1930 in Steinach; † 9. Februar 2014 ebenda) war ein deutscher Experimentalphysiker und Pionier der Kernspinresonanzspektroskopie (NMR).

## Leben und Werk
1948 Abitur in Steinach (Thür.), danach bis 1950 Oberschulhelfer. In der damaligen DDR war Scheler der direkte Zugang zum Studium verwehrt, da sein Vater nicht der Arbeiterklasse angehörte. Er studierte ab 1950 Physik an der Universität Jena. Der damalige Institutsdirektor Wilhelm Schütz hatte unter der Zielvorgabe, „Spektroskopie aller Wellenlängen“ in seinem Institut zu vereinen, die Forschung im damals neuen Feld Kernresonanzspektroskopie (NMR) angestoßen.

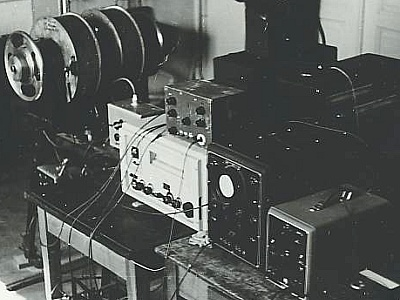
1954 erster Laboraufbau eines Kernresonanzspektrometers in Jena

In diesem Umfeld begann Scheler 1953 seine Aktivitäten in der NMR unter den schwierigen Bedingungen der Nachkriegszeit und war so an den Jenaer Arbeiten im Bereich der NMR von den Anfängen bis zum Ende 2005 führend beteiligt.

Das erste NMR-Signal in Jena gelang 1954

1954 gelang es, ein erstes NRM-Signal nachzuweisen, 1955 war die Diplomarbeit (Mitbetreuer Bruno Elschner, Manfred Pettig, Max Schubert) abgeschlossen. 1958 hatte die NMR in Jena durch die Entwicklung und Bau eines hochauflösenden NMR-Flüssigkeitsspektrometers und ab 1968 durch die Entwicklung und Applikation von hochauflösenden NMR-Festkörperspektrometern im Gebiet des RGW eine einzigartige Stellung erreicht. Die Jenaer Gruppe lieferte wesentliche Zuarbeiten zu den kommerziellen Spektrometern von Carl Zeiss Jena und dem Zentrum für wissenschaftlichen Gerätebau (ZWG) der Akademie der Wissenschaften der DDR (AdW). Scheler promovierte 1961, wiederum unter Schütz, zum Thema „Aufbau und Erprobung eines hochauflösenden NMR-Spektrometers“.
Ende der 1960er Jahre führten Scheler und Mitarbeiter die von Richard R. Ernst begründete Fourier-Transform-NMR-Spektroskopie in Jena ein. Da seiner Gruppe in der DDR bis 1976 keine digitalen Rechner zur Verfügung standen, wurde zunächst ein selbstgebauter Analogrechner zur Fourier-Transformation eingesetzt. Etwa zur selben Zeit rückte die besonders anspruchsvolle hochauflösende Festkörper-NMR ins Zentrum des Interesses.

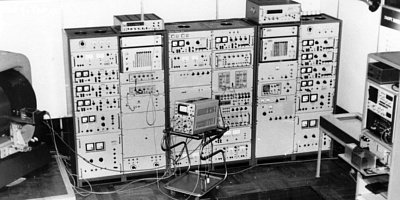
Jenaer Festkörper Multipuls Kernresonanzspektrometer 1975

1973 gelang an Kieserit-Einkristallen erstmals die Aufspaltung der NMR-Linien eines Protonensignals. 1975 stellte das ZWG anlässlich der Tagung „Hochfrequenzspektrometer und ihre Anwendungen“ in Leipzig seine Produkte einem internationalen Publikum vor. Dazu wurde das Jenaer hochauflösende NMR-Festkörper-Spektrometer nach Leipzig gebracht. Es lieferte während der gesamten Ausstellung ohne Ausfall Spektren hoher Qualität. Dieser Erfolg ermöglichte die Beschaffung eines supraleitenden Magneten, zunächst als Leihgabe der AdW. Die Entwicklung neuer Sende- und Nachweiselektronik für die damit einhergehende Erhöhung der Frequenz auf 270 MHz bereitete deswegen Schwierigkeiten, weil schnelle Oszillographen wegen der Embargopolitik des Westens zunächst nicht zur Verfügung standen. Höhepunkte dieser Entwicklungen war die Kombination der schnell rotierenden Probe mit Multipulsfolgen bei 270 MHz und die Trennung der Resonanzen von 4- und 6-fach koordiniertem Aluminium in festen Aluminiumverbindungen.
Die entsprechende Arbeit gehört mit zu den meistzitierten Publikationen, die in der DDR-Zeit entstanden sind. Die wichtigsten Mitarbeiter im Laufe der Jahre waren Rudolf Müller, Hans Rosenberger und Uwe Haubenreißer.
1985 habilitierte sich Scheler (Promotion B). Es folgte eine intensive Zusammenarbeit mit dem MPI für Polymerforschung Mainz (Spieß). Im Laufe der Jahre lieferte Scheler fünf Sondermessköpfe nach Mainz. Möglich wurde diese Kooperation und die Reisen in den Westen durch die ausgewiesene Qualität der Jenaer NMR-Messköpfe und das Interesse der DDR-Behörden an den damit verbundenen Deviseneinnahmen. Scheler kam im Rahmen dieser Reisen mit moderner westlicher Messelektronik und NMR-Technologie in Berührung, insbesondere auch mit der Firma Bruker.
Nach der Wende wurde Scheler zum Leiter der NMR-Abteilung bestellt. Die Zusammenarbeit mit Bruker wurde intensiviert. Scheler übernahm für die Firma Bruker die Festkörper-Messkopfentwicklung für den Frequenzbereich jenseits von 600 MHz, Bruker lieferte im Gegenzug moderne Ausrüstung nach Jena. 1993 wurde Scheler zum Professor für Experimentalphysik berufen. Gleichzeitig war er bis 1994 Direktor des Instituts für Optik und Quantenelektronik. 1995 wurde Scheler emeritiert.
Er war nahezu von Anfang an am Bau und der Einrichtung des Hauptgebäudes der heutigen Physikalisch-Astronomischen Fakultät beteiligt. Er hat die zweite Bauphase geleitet und eine für die damaligen Verhältnisse hochmoderne Elektroinstallation konzipiert, die allerdings nach der Wende von 1990 aufgrund inkompatibler Vorschriftenlage entfernt wurde. Als Gebäudeverantwortlicher von 1956 bis 1996 hatte er maßgeblichen Anteil an der Errichtung und Erhaltung des heute denkmalgeschützten Gebäudes einschließlich einiger repräsentativer Räume wie zum Beispiel dem Großen Hörsaal.
Scheler arbeitet nach wie vor an der Entwicklung von NMR-Messköpfen. Außerdem widmet er sich in den letzten Jahren verstärkt dem Nachbau historischer Experimente, insbesondere solcher mit Bezug zur Universität Jena.
Die Physikalisch-Astronomische Fakultät veranstaltete zu Schelers achtzigsten Geburtstag ein Ehrenkolloquium.
Scheler starb am 8. Februar 2014 wenige Wochen vor seinem 84sten Geburtstag in Steinach.